# جزيرة كونغسي (الجزر الألف)
جزيرة كونغسي (الجزر الألف) وهي جزيرة من جزر إندونيسيا، وتقع في إقليم جاكارتا، في بولاو سيريبو.